# Шраменко Віктор Макарович
Віктор Макарович Шраменко (15 січня 1929, село Сукновалівка, тепер село Новоуспенівка Веселівського району Запорізької області) — український радянський партійний діяч, завідувач відділу машинобудування ЦК КПУ. Депутат Верховної Ради УРСР 9—10-го скликань. Кандидат у члени ЦК КПУ в 1976—1986 роках.

## Біографія
З 1943 року — токар Веселівської машинно-тракторної станції (МТС) Запорізької області.
У 1954 році закінчив Запорізький інститут сільськогосподарського машинобудування.
Член КПРС з 1954 року.
У 1954—1957 роках — технолог Запорізького заводу імені Войкова, заступник завідувача відділу Запорізького обласного комітету ЛКСМУ, 2-й секретар Запорізького міського комітету ЛКСМУ.
У 1957—1960 роках — конструктор, заступник начальника, начальник цеху Запорізького автомобільного заводу «Комунар».
У 1960—1965 роках — інструктор, завідувач сектору відділу машинобудування ЦК КПУ.
У 1965—1973 роках — заступник завідувача відділу машинобудування ЦК КПУ.
У 1973—1981 роках — завідувач відділу машинобудування ЦК КПУ.
З 1981 року — заступник голови Державного комітету УРСР по матеріально-технічному постачанню.
Потім — на пенсії в Києві.

## Нагороди
- ордени
- медалі